# Linda Ty-Casper

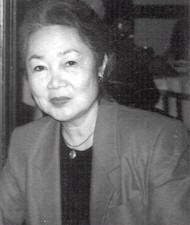
Linda Ty-Casper

Linda Ty-Casper (Malabon, 17 september 1931) is een Filipijns schrijfster. Ze schreef elf historische romans en wordt samen met F. Sionil José wel gezien als de belangrijkste schrijver van historische romans in de Filipijnen.

## Biografie
Linda Ty-Casper werd geboren als Belinda Ty op 17 september 1931 in de Filipijnse stad Malabon. Ze studeerde rechten aan de University of the Philippines, waar ze in 1955 als beste van haar jaar afstudeerde. Aansluitend behaalde ze een master-diploma Internationaal Recht aan Harvard University. Ook volgde ze daar een opleiding creatief schrijven. In de Verenigde Staten ontmoette en trouwde ze in 1956 ook haar man, professor Leonard Casper.
In 1963 bracht ze haar eerste boek uit. Deze bundel Transparant Sun and Other Stories bevatte zes korte verhalen. Het jaar erop volgde The Peninsulars, een historische roman dat zich afspeelt in de jaren 50 van de 18e eeuw. Het bleef niet bij deze ene historische roman. Zo schreef ze The Three-Cornered Sun (1979) over de Filipijnse revolutie; Ten Thousand Seeds (1987), over het Manilla net na de Amerikaanse overwinning in de Slag in de Baai van Manilla en The Stranded Whale (2002) over de Filipijns-Amerikaanse Oorlog.
In de jaren '80 en '90 publiceerde ze zes romans die zich afspeelden in de jaren van het Marcos-regime. Dread Empire (1980), Hazards of Distance (1981) en Fortress in the Plaza (1985). De roman Awaiting Trespass: A Pasion, over martelingen door het Marcos-regime werd vanwege het gevoelige onderwerp in 1985 door Readers International in Londen gepubliceerd. Dat gold ook voor de roman Wings of Stone (1986). Een ander boek over de dictatoriale jaren onder Marcos was A Small Party in a Garden (1988). Over de EDSA-revolutie schreef ze een boek genaamd DreamEden (1996).
Naast Transparant Sun publiceerde Ty-Casper nog twee verhalenbundels: The Secret Runner and other Stories (1974) en Common Continent: Selected Stories (1991)
In 1993 kreeg ze de South East Asia Write Award toegekend. In datzelfde jaar won ze een UNESCO / PEN Award in de categorie korte verhalen.
Ty is getrouwd met Leonard Casper, een criticus van Filipijnse literatuur. Samen hebben ze twee dochters.

## Bron
- Edna Zapanta-Manlapaz, Filipino women writers in English: their story, 1905-2002, Ateneo de Manila University Press, Manilla, 2003

- Gemeinsame Normdatei: 1089234449
- International Standard Name Identifier: 0000 0000 6342 1647
- Library of Congress Control Number: n82048348
- Nationale Bibliotheek van Israël: 987007269282305171
- Nederlandse Thesaurus van Auteursnamen: 072895969
- Virtual International Authority File: 65347363
- WorldCat: E39PBJc7XKDhTWprxdx6D7BByd